# Abdürreşid İbrahim

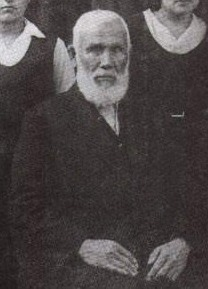
Abdürreşid İbrahim

Abdürreşid İbrahim (* 1857 in Tara, bei Tobolsk; † 17. August 1944 in Japan) war ein tatarischer muslimischer Geistlicher (Imam), Richter (Qādī) und Publizist, der seine pan-islamischen Reformideen nach 1908 mit japanischer Unterstützung verbreitete.

## Ausbildung
Nach Besuch der Grundschule zog er bis zum Alter von 22 Jahren zu verschiedenen muslimischen Lehrern an Medresen in Kasachstan und der Wolga-Ural-Region. 1878 begab er sich zum Studium nach Medina, das gerade zum Zentrum der wahhabitischen Reformbewegung geworden war. Er kehrte nach sieben Jahren in seine Heimat zurück.

### Ideologischer Hintergrund
Seine frühen politischen Ansichten wurden vom Jadidismus geprägt. Dies war eine muslimische Reformbewegung, die unter westlich gebildeten tatarischen Großbürgern in der Wolga-Ural-Region im späten 19. Jahrhundert entstand. Nach 1890 gewann sie eine politische Dimension. İbrahim, der offen gegen die zaristische Autokratie agitierte, verbreitete eine pan-islamische Spielart dieser Ideologie. Ziel war die Befreiung aller muslimischen Völker von jedwedem kolonialen Joch. Japan, als Gegner Russlands, galt dabei ebenso wie das Osmanische Reich als natürlicher Verbündeter. Als anti-imperialistischer Nationalist bewunderte İbrahim, wie viele andere, den wirtschaftlichen und militärischen Aufstieg Japans. Seine Versuche, eine muslimische Einheitsfront zu bilden, führten ihn 1897 auch ins Osmanische Reich.

## Japanreise 1902
Zu einer Zeit, als zwischen dem Osmanischen Reich und Japan nur wenige Kontakte bestanden, bereiste er erstmals 1902-3 Japan, nachdem er von Sultan Abdülhamid II aufgefordert worden war, das Osmanische Reich zu verlassen. In Japan war er an anti-russischer Agitation beteiligt. Vermutlich auf Verlangen des russischen Konsuls wurde er 1903 deportiert. Bei seiner Ankunft in Istanbul wurde er Anfang 1904 dem dortigen russischen Konsul übergeben und in Odessa inhaftiert.
İbrahim, der schon früh ein Mitglied der islamischen Verwaltung von Orenburg gewesen war, gehörte nach seiner Freilassung 1905/06 zu den Führern der russischen İttifak-Bewegung. Während dieser Zeit agitierte er für eine Einheit von Sunniten und Schiiten und organisierte mehrere muslimische Kongresse. Sein Gegenspieler beim ersten allrussischen Moslemkongress in Nischni Nowgorod 1905 war Ayaz İshaki.

## Japanreise 1908/9
Zum zweiten Mal begab er sich 1908 nach Tokio (Aufenthalt Februar bis Juni 1909), wo er vielfache Kontakte zu nationalistischen Kreisen, besonders innerhalb der Beamtenschaft, aber auch Regierungsstellen, knüpfte. Unterstützung fand er besonders bei der ultranationalistischen Kokuryūkai („Amur-Bund“). Diese begann nach Ende des japanisch-russischen Krieges, unter dem Banner einer pan-asiatischen (anti-westlichen) Politik, die Interessen des japanischen Imperialismus auf dem Festland zu fördern.
Seine Rückreise nach Istanbul, die von der Gesellschaft Ajia Gikai („Asien erwache!“, gegr. 1909) finanziert wurde, dauerte knapp ein Jahr und führte ihn durch wichtige muslimische Zentren in China, Britisch- und Niederländisch-Indien. Auf der Reise traf er einen der ersten japanischen Konvertiten zum Islam, der ebenfalls ein Mitglied der Kokuryūkai war, Yamaoka Kōtarō (1880–1959), der sich ab nun Ömer Yamaoka nannte. Beide pilgerten nach Mekka.

## Propagandist in Istanbul

### Um 1910
Die politische Situation hatte sich nach der jungtürkischen Revolution grundlegend verändert. İbrahim war aufgrund seiner Agitation zu dieser Zeit schon weit bekannt. Unterstützung fand er innerhalb der modernistisch gesinnten ulema und den ihr verbundenen Organisationen.
Über seine Erfahrungen in Ostasien verfasste er einen Bericht, der die Entwicklungen in Japan sehr positiv darstellte. In den folgenden Jahren gab er pan-islamistische Zeitschriften heraus u. a. Sırat-ı Müstakim sowie Tearüf-i Muslimin, in denen auch Yamaota häufig schrieb. Ibrahims Sohn verbreitete deren Reden und Schriften in den muslimischen Teilen Russlands, wo er in Kasan die Zeitschrift Beyanü'l Hak betrieb. İbrahim selbst trat häufig als Redner auf. Die Vorträge, die häufig den Stil von Predigten annahmen, zielten auf die Bildung einer pan-islamischen Front.

### Nach 1910
Nachdem er erkannt hatte, dass seine Organisationsbemühungen kurzfristig wenig Erfolg haben würden, näherte er sich den pan-türkischen Ideen Enver Paschas an, wobei er jedoch pragmatisch blieb, was ihn näher zu einer panturanischen Strategie brachte, die er unter den tatarischen Emigrantenkolonien Istanbuls, Bursas und Eskişehirs predigte. Für die Agitation innerhalb Russlands bedienten er und seine Freunde sich der „Tatarischen Wohlfahrts-Gesellschaft.“ Nach dem Unionistischen Staatsstreich 1913 war er Chefredakteur und Herausgeber von İslam Dünyası.
Enver Pascha, dem er bis zu dessen Tode 1922 eng verbunden blieb, hat ihn vermutlich auch schon 1911 in die „Sonderorganisation“ (Teşkilât-ı Mahsusa) aufnehmen lassen. Im selben Jahr fanden sich beide in Tripolis ein, das die Italiener im Italienisch-Türkischen Krieg zu besetzen begonnen hatten, und versuchten, unter den muslimischen Stämmen den Widerstand zu organisieren.
Während des Ersten Weltkriegs versuchte er in Deutschland, aus kriegsgefangenen Muslimen ein Freiwilligenbataillon für den Kampf gegen den britischen Kolonialismus zu bilden. 1918 nahm er in Berlin am 2. Kongress der „Sonderorganisation“ – inzwischen İhtilal Cemiyetleri İttihadı genannt – als Repräsentant für Russland teil. Dabei kam es zu einer kurzzeitigen Annäherung an die Bolschewiki. Er hielt sich dann 1922–23 in Russland auf.
1930–31 befand er sich wiederum in Mekka.
Insgesamt blieben seine vielfachen Agitationen längerfristig wirkungslos, da nationalistische Tendenzen auch in der islamischen Welt immer mehr zunahmen.

## Japan nach 1938
Es ist davon auszugehen, dass İbrahim auch als japanischer Geheimagent tätig war; jedenfalls blieb er mit Japan in Kontakt. 1933 wurde er dorthin eingeladen; eine Aufforderung, der er 1938, im Alter von 81 Jahren, nachkam. Dort wurde er Vorsitzender der Dai Nippon Kaikyō Kyōkai, der offiziellen staatlichen Organisation für den Islam in Japan, und Imam der Tokioter Moschee.
Er starb im August 1944.

## Werke
- Abdürreşid İbrahim, Özalp, Ertuğrul (Hrsg.): Âlemi-i İslâm ve Japonya'da islâmiyet'in yayılması - Türkistan, Sibirya, Moğolistan, Mançurya, Japonya, Kore, Çin, Singapur, Uzak Hind adaları, Hindistan, Arabistan, Dâru'l-Hilafe; İstanbul 19?? (İşaret), ISBN 975-350-134-X.
- Abdürreşid İbrahim, François Georgeon (Übs., Hrsg.): Un Tatar au Japon - voyage en Asie (1908 - 1910); [Arles] 2004 (Actes Sud-Sindbad), 269 S.; EST: Alem-i İslâm ve Japonya 'da intişar-i islâmiyet, ISBN 2-7427-5206-4. (franz.)

## Weblink
- Biographie (türkisch)